# Ab Kamari (huyện)
Ab Kamari, Badghis là một huyện thuộc tỉnh Badghis, Afghanistan. Dân số thời điểm năm 1999 là 39,169 người.